# سبزدرق
سبزدرق، روستایی از توابع بخش سلطانیه شهرستان ابهر در استان زنجان ایران است.

## جمعیت
این روستا در دهستان گوزل دره قرار دارد و براساس سرشماری مرکز آمار ایران در سال ۱۳۸۵، جمعیت آن ۴۱۷ نفر (۹۹خانوار) بوده‌است.